# Kurt Jenny

Kurt Jenny (1992)

Kurt Jenny (geboren am 13. Mai 1931 in Basel; gestorben am 1. Februar 2004 in Basel; heimatberechtigt in Basel und Diegten) war ein Schweizer Politiker (FDP). Er war von 1972 bis 1992 Regierungsrat des Kantons Basel-Stadt.

## Leben

### Herkunft und Ausbildung
Kurt Jenny war der Sohn von Emil Jenny, der Departementssekretär des Departements des Innern des Kantons Basel-Stadt war. Jenny besuchte die Schulen in Basel und machte 1950 die Matur. Er studierte in Basel, Lausanne und Den Haag Rechtswissenschaften. 1956 wurde er promoviert. 1958 erhielt er das Anwaltspatent.

### Berufliche Tätigkeit und frühes gesellschaftliches Engagement
Jenny war ab 1956 wissenschaftlicher Mitarbeiter bei Max Imboden und im Justizdepartement des Kantons Basel-Stadt. Im Justizdepartement hatte er den Auftrag, die erste systematische Gesetzessammlung zu editieren.
Ab 1961 arbeitete er in der Rechtsabteilung der Schweizerischen Treuhandgesellschaft, deren Direktor er ab 1969 war. Von 1960 bis 1972 war er Mitglied der Synode der reformierten Kirche Basel-Stadt, die er von 1969 bis 1972 präsidierte. Von 1962 bis 1995 war Jenny Meister der Zunft zum Himmel, von 1968 bis 2004 war er Präsident der Stiftung Denk an mich.

### Politische Karriere
Jenny war von 1957 bis 1960 Bürgergemeinderat. 1960 wurde er in den Engeren Bürgerrat, die Exekutive der Bürgergemeinde, gewählt (heute: Bürgerrat). Er behielt dieses Amt bis 1972. Von 1962 bis 1969 war er Mitglied des Verfassungsrats beider Basel. 1967 wird er dessen Vizepräsident, 1968 bis 1969 dessen Präsident.
1972 wurde Jenny als Nachfolger von Otto Miescher im zweiten Wahlgang in den Regierungsrat gewählt. Er übernahm das Justizdepartement. 1980 wechselte er ins Finanzdepartement. Als dessen Vorsteher verantwortete er die Steuergesetzrevision 1989, die vom Grossen Rat einstimmig angenommen wurde. 1975, 1983 und 1990 war er Regierungspräsident. 1986 wurde er als Nachfolger von Edmund Wyss Präsident der Mustermesse Basel.  Bei den Regierungsratswahlen 1992 trat er nicht mehr an.
Jenny war einer der Begründer der Wahlallianz des bürgerlichen Lagers, bestehend aus FDP, LDP und CVP, die erstmals bei seiner ersten Wahl in den Regierungsrat 1972 auf den Plan trat. 1978 kandidierte Jenny in der Ersatzwahl für den zurückgetretenen Ständerat Willi Wenk, verlor die Wahl jedoch gegen Carl Miville jun.

### Nach dem Ausscheiden aus dem Regierungsrat
Nach seinem Rücktritt aus dem Regierungsrat übernahm Jenny zahlreiche berufliche und ehrenamtliche Mandate. Präsident der Mustermesse blieb er bis 1995. Von 1992 bis 2001 war er Mitglied des Verwaltungsrats von Roche. Er war auch Präsident der Privatbank Scobag, die den Roche-Besitzerfamilien gehört.
Bereits seit 1980 war Jenny Ehrendozent für öffentliches Recht. Von 1994 bis 2001 war er ausserordentlicher Professor für öffentliches Recht.
Von 1994 bis 2000 war er Verwaltungsratspräsident des Basler Zoos. Dabei gleiste er den Bau des Etoscha-Hauses auf.
Jenny war zudem Präsident der Vereinigung für Schifffahrt und Hafenwirtschaft und Verwaltungsrat des Flughafens Basel-Mülhausen. Weitere Mandate nahm er unter anderem in der Stiftung Schweizerische Schule für Blindenführhunde, Stiftung Werk der Gemeindeschwestern vom Roten Kreuz und Stiftung beider Basel für Jerusalem ein.
Jenny starb am 1. Februar 2004 nach langer Krankheit. Er galt als einer der letzten Vertreter der radikal-demokratischen, die Interessen der Arbeitnehmer mitberücksichtigenden Tradition des Basler Freisinns.